# Adolf Rapp (Chemiker)
Adolf Rapp (* 31. März 1933 in Spirkelbach; † 21. April 2019 in Annweiler am Trifels) war ein deutscher Chemiker und Lebensmittelchemiker, der vor allem über die Analytik von Wein und Weinaromen forschte. Er leitete bis zu seiner Pensionierung die Abteilung Biochemie und Physiologie an der Bundesforschungsanstalt für Rebenzüchtung in Geilweilerhof, heute das Institut für Rebenzüchtung Geilweilerhof.
Rapp studierte von 1954 bis 1961 Chemie an der Universität Mainz. Er promovierte im Jahr 1965 mit einer Arbeit über die Inhaltsstoffe von Traubenmosten und Weinen. 1968 wurde er an der Bundesforschungsanstalt zum Abteilungsleiter ernannt, 1976 wurde er „Direktor und Professor“. Seit 1976 hatte er einen Lehrauftrag an der Universität Karlsruhe inne, 1985 wurde er dort zum Honorarprofessor ernannt. 1990 erhielt er eine Ehrendoktorwürde der Universität Stellenbosch. Rapp forschte und publizierte vor allem zur Analytik von Wein, dort vor allem zur Aromaanalytik, zur Anwendung der NMR-Spektroskopie für die Analyse von Inhaltsstoffen und Verfälschungen.

## Veröffentlichungen (Auswahl)
- Weinanalytik, Springer 1985, ISBN 3-540-15887-1.
- (mit Walter G. Jennings): Sample preparation for gas chromatographic analysis, Hüthig 1983, ISBN 3-7785-0858-X.
- Adolf Rapp: Aromastoffe des Weines. In: Chemie in unserer Zeit. Band 26, Nr. 6, Dezember 1992, S. 273, doi:10.1002/ciuz.19920260606.
- Adolf Rapp, Alfred Markowetz: NMR-Spektroskopie in der Weinanalytik. In: Chemie in unserer Zeit. Band 27, Nr. 3, Juli 1993, S. 149, doi:10.1002/ciuz.19930270307.